# Quadratisch irrationale Zahl
In der Mathematik ist eine quadratisch irrationale Zahl (auch quadratische Irrationalzahl, engl. quadratic surds) eine irrationale algebraische Zahl, die sich als Lösung einer quadratischen Gleichung mit rationalen Koeffizienten ergibt. Anhand der Lösungsformel der quadratischen Gleichung sieht man, dass jede quadratisch irrationale Zahl in der Form {\displaystyle {a\pm {\sqrt {b}} \over c}} für drei ganze Zahlen {\displaystyle a}, {\displaystyle b>0}, {\displaystyle c\neq 0} dargestellt werden kann. Dabei ist {\displaystyle b} keine Quadratzahl. Bei festem {\displaystyle b} und variablen {\displaystyle a} und {\displaystyle c} ergeben sich Elemente eines quadratischen Zahlkörpers.
Quadratisch irrationale Zahlen sind besonders in Bezug auf Kettenbrüche interessant, da sie, und nur sie, periodisch fortlaufende Kettenbruchentwicklungen haben. 
Beispiel:
{\displaystyle {\sqrt {3}}=1{,}73205\ldots =[1;1,2,1,2,1,2,\ldots ]=[1;{\overline {1,2}}]}